# Итабаси-Куякусёмаэ (станция)
Станция Итабаси-Куякусёмаэ (яп. 板橋区役所前駅 итабаси куякусё маэ эки) — железнодорожная станция на линии Мита расположенная в специальном районе Итабаси, Токио. Станция обозначена номером I-18. На станции установлены автоматические платформенные ворота.

## Планировка станции
Две платформы бокового типа и 2 пути.
| 1 | ○ Линия Мита | Сугамо, Отэмати, Мэгуро, Хиёси |
| 2 | ○ Линия Мита | Ниси-Такасимадайра             |

## Близлежащие станции
| «           |  | Линия      |  | »             |
| ----------- |  | ---------- |  | ------------- |
| Син-Итабаси |  | Линия Мита |  | Итабаси-Хонтё |